# جشنواره فیلم کوتاه حسنات
جشنوارهٔ فیلم کوتاه حسنات با محوریت گسترش فرهنگ احسان و نیکوکاری از سال ۱۳۸۹ هر سال به میزبانی اصفهان برگزار می‌شد. ۶ دوره از این جشنواره سپری شد که آخرین دورهآن در سال ۱۳۹۵ بود. این جشنواره توسط کانون نشر و ترویج فرهنگ اسلامی حسنات اصفهان برگزار می‌شد. دبیر چهار دوره از جشنواره (دوره اول تا چهارم) بر عهده زاون قوکاسیان بود.